# Liste von Werken und Schriften von Mao Zedong

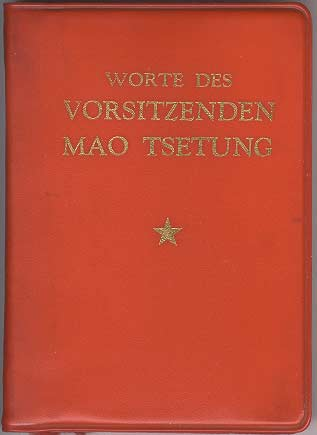
Worte des Vorsitzenden Mao (siehe unter Mao zhuxi yulu) (das „kleine Rote Buch“), deutschsprachige Ausgabe, Peking 1972

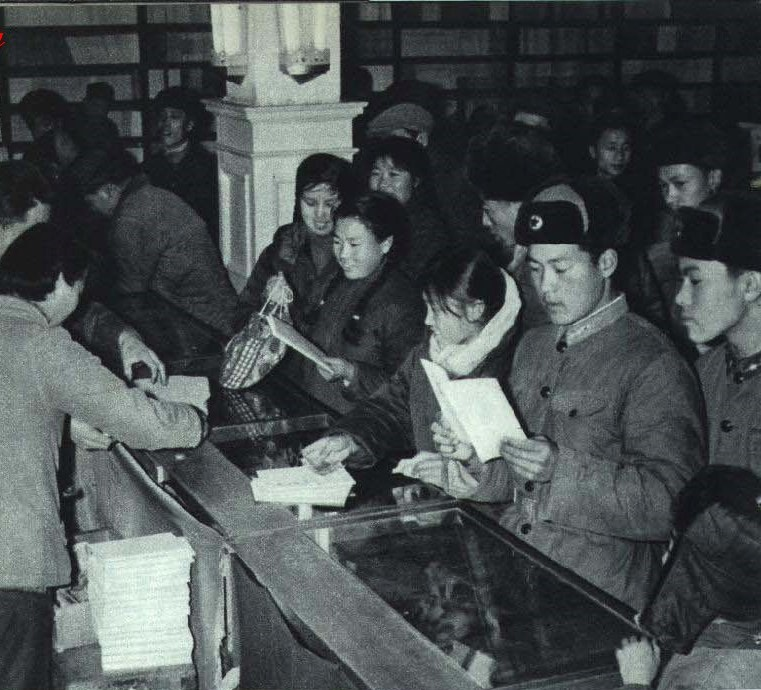
Chinesen kaufen Mao Zedongs Gedichte (siehe unter Mao Zedong shici) (Renmin Huabao, März 1964)

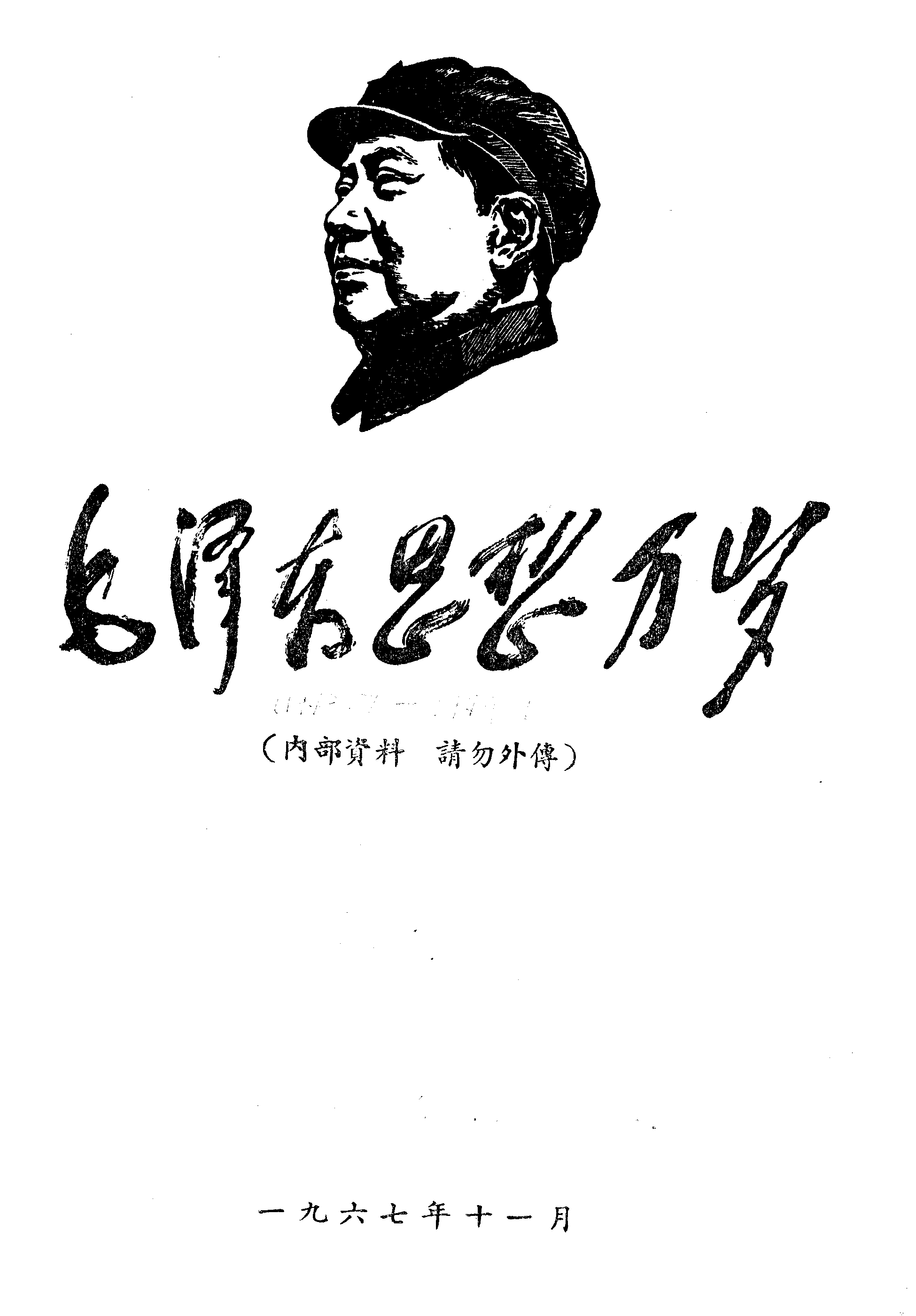
Lang lebe das Mao-Zedong-Gedankengut! (siehe unter Mao Zedong sixiang wansui), 2. Band (Ausgabe aus Wuhan zur Zeit der Kulturrevolution)

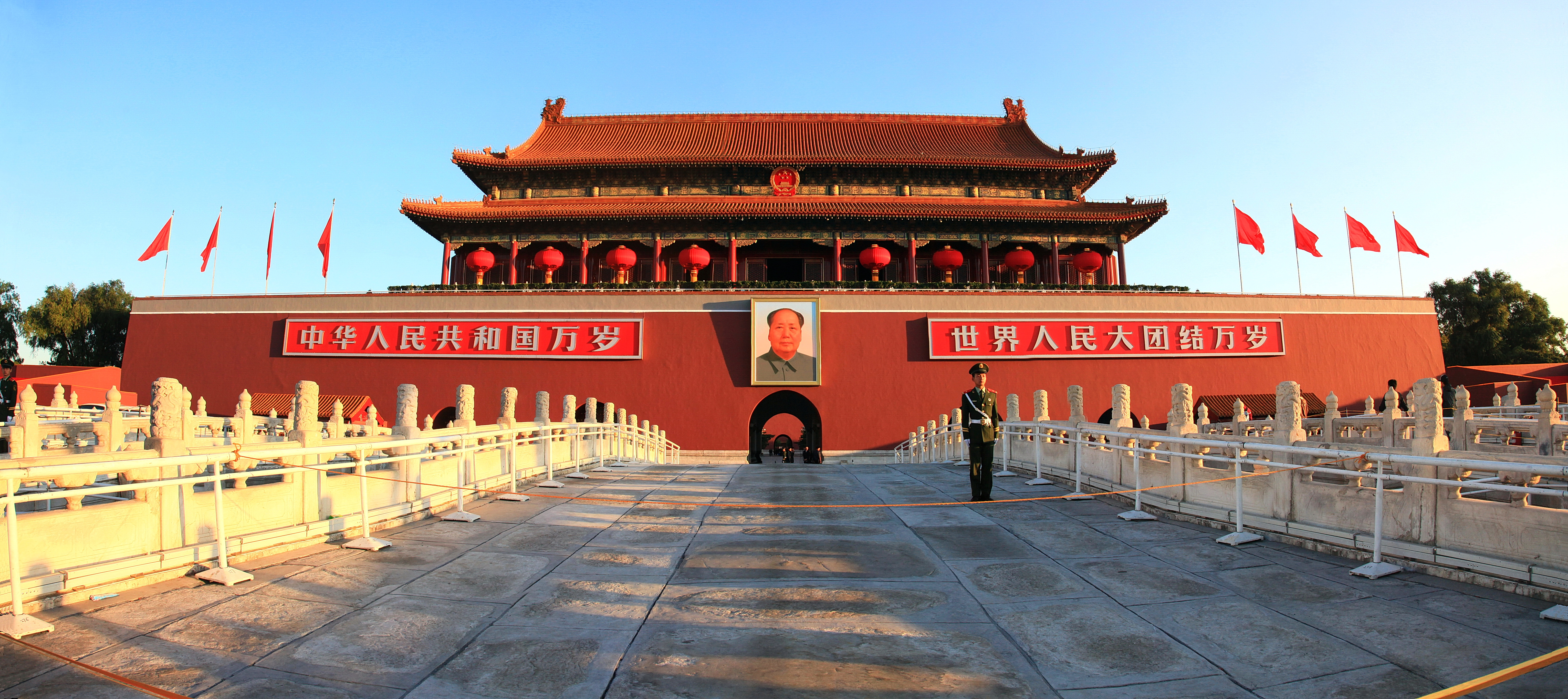
Mao-Bildnis am Tor des Himmlischen Friedens

Dies ist eine Liste von Werken und Schriften von Mao Zedong (Mao Tse-tung).
Diese keine Vollständigkeit anstrebende Übersicht enthält sowohl Schriften als auch Anthologien bzw. Sammelwerke seiner Schriften usw., von denen das als „das kleine Rote Buch“ oder die „Mao-Bibel“ bzw. „Rote Bibel“  bezeichnete Buch Worte des Vorsitzenden Mao womöglich das Bekannteste ist.
Bekannte chinesische Sammlungen seiner Schriften sind Mao Zedong xuanji (毛泽东选集,  Máo Zédōng xuǎnjí – „Ausgewählte Werke von Mao Zedong“), Mao Zedong wenji (毛泽东文集,  Máo Zédōng wénjí – „Gesammelte Werke von Mao Zedong“) oder Jianguo yilai Mao Zedong wengao (建国以来毛泽东文稿,  Jiànguó yǐlái Máo Zédōng wéngǎo – „Manuskripte Mao Zedongs seit der Staatsgründung“ [1949]), die sämtlich an verschiedenen Stellen jedoch Lücken aufweisen. Eine bequeme (und zuverlässige) Übersicht bietet die in Japan von Takeuchi Minoru herausgegebene 10-bändige Ausgabe mit dem Titel Mao Zedong ji (毛泽东集,  Máo Zédōng jí) mit ihren 9 Ergänzungsbänden und einer Chronologie der Veröffentlichungen.
Aufgenommen wurden auch Reden, wie die Reden auf der Beratung über Fragen der Literatur und Kunst in Yenan (Zai Yan'an wenyi zuotan hui shang de jianghua).
Seine Schrift Über den Guerillakrieg (Lun youjizhan / On Guerrilla Warfare) beispielsweise wurde als eine der „seminal works on that subject“ eingestuft.

## Übersicht
Pinyin / Chinesisch / Pinyin mit Tönen / eine dt. Übersetzung
Die alphabetische Übersicht folgt derzeit in ihrem Inhalt weitgehend der Kategorie „Mao Zedong zhuzuo 毛泽东著作 (Schriften von Mao Zedong)“ in der chinesischsprachigen Wikipedia, siehe dort auch die chronologisch sortierte Liste der Schriften von Mao Zedong (Mao Zedong zhuzuo liebiao). Die folgende Übersicht erhebt keinen Anspruch auf Aktualität oder Vollständigkeit.
- Du shehui zhuyi zhengzhixue pizhu he tanhua 读社会主义政治经济学批注和谈话,  Dú shèhuì zhǔyì zhèngzhì jīngjìxué pīzhù hé tánhuà Lektürekritik und Vorträge zur sozialistischen politischen Ökonomie [= Eine Kritik der sowjetischen Ökonomie /  A Critique of Soviet Economics]
- Fandui dang bagu 反对党八股 Fǎnduìdǎng bāgǔ Gegen den schablonenhaften Parteistil
- Guanyu zhengque chuli renmin neibu maodun de wenti 关于正确处理人民内部矛盾的问题 Guānyú zhèngquè chǔlǐ rénmín nèibù máodùn de wèntí Über die richtige Behandlung der Widersprüche im Volk
- Hunan jianshe wenti de genben wenti – Hunan gongheguo 湖南建设问题的根本问题——湖南共和国 Húnán jiànshè wèntí de gēnběn wèntí——Húnán gònghéguó Die grundsätzliche Frage des Aufbaus von Hunan - Republik Hunan
- Hunan nongmin yundong kaocha baogao 湖南农民运动考察报告 Húnán nóngmín yùndòng kǎochá bàogào Untersuchungsbericht über die Bauernbewegung in Hunan
- Jiang geming jinxing daodi 将革命进行到底 Jiāng gémìng jìnxíng dàodǐ Die Revolution bis zum Ende durchführen
- Jianguo yilai Mao Zedong wengao 建国以来毛泽东文稿 Jiànguó yǐlái Máo Zédōng wéngǎo Manuskripte Mao Zedongs seit der Staatsgründung[3]
- Jinian Bai Qiu’en 纪念白求恩 Jìniàn báiqiú'ēn In Erinnerung an Norman Bethune
- Lao san pian 老三篇 Lǎo sān piān Drei frühe Reden Mao Zedongs
- Liang lun 两论 Liǎng lùn Zwei Abhandlungen (Über die Praxis, Über den Widerspruch)
- Liu’erliu zhishi 六二六指示 Liù'èrliù zhǐshì Richtlinie vom 26. Juni
- Lun chi jiu zhan 論持久戰 Lùn chíjiǔ zhàn Über den langwierigen Krieg (Mai 1938)[4]
- Lun renmin minzhu zhuanzheng 论人民民主专政 Lùn rénmín mínzhǔ zhuānzhèng Über die demokratische Diktatur des Volkes
- Lun shi da guanxi 论十大关系 Lùn shí dà guānxì Über die zehn Beziehungen
- Mao Zedong ji 毛泽东集 Máo Zédōng jí Gesammelte Werke von Mao Zedong[5]
- Mao Zedong shici 毛泽东诗词 Máo Zédōng shīcí Mao Zedongs Gedichte[6]
- Mao Zedong sixiang wansui 毛泽东思想万岁 Máo Zédōng sīxiǎng wànsuì Lang lebe das Mao-Zedong-Gedankengut! (Publikation)[7]
- Mao Zedong wenji 毛泽东文集 Máo Zédōng wénjí Gesammelte Werke von Mao Zedong
- Mao Zedong xuanji 毛泽东选集 Máo Zédōng xuǎnjí Ausgewählte Werke von Mao Zedong[8]
- Mao Zedong xuanji di wu juan 毛泽东选集第五卷 Máo Zédōng xuǎnjí dì-wǔ juǎn Ausgewählte Werke von Mao Zedong, Band V
- Mao Zedong zhuzuo xuandu 毛泽东著作选读 Máo Zédōng zhùzuò xuǎndú Ausgewählte Schriften von Mao Zedong
- Mao zhuxi gei Qinghua fuzhong hongweibing de yi fengxin 毛主席给清华附中红卫兵的一封信 Máo zhǔxí gěi Qīnghuá fùzhōng hóngwèibīng de yī fēngxìn Ein Brief des Vorsitzenden Mao an die Rotgardisten der der Qinghua-Universität angeschlossenen Mittelschule
- Mao zhuxi shicha Huabei, Zhongnan he Huadong diqu shi de zhongyao zhishi 毛主席视察华北、中南和华东地区时的重要指示 Máo zhǔxí shìchá Huáběi, Zhōngnán hé Huádōng dìqū shí de zhòngyào zhǐshì Wichtige Anweisungen des Vorsitzenden Mao während seiner Inspektion von Nord-, Süd- und Ostchina
- Mao zhuxi yulu 毛主席语录 Máo zhǔxí yǔlù Worte des Vorsitzenden Mao
- Mao zhuxi zhongyao zhishi 毛主席重要指示 Máo zhǔxí zhòngyào zhǐshì Die wichtigen Anweisungen des Vorsitzenden Mao
- Maodun lun 矛盾论 Máodùn lùn Die Theorie der Widersprüche
- Pao da siling bu – wo de yi zhang dazi bao 炮打司令部——我的一张大字报 Pào dǎ sīlìng bù——wǒ de yī zhāng dàzì bào Bombardiert das Hauptquartier – Meine Wandzeitung
- Qi·eryi zhishi 七·二一指示 Qī·èryī zhǐshì Anweisung vom 21. Juli
- Ren de zhengque sixiang shi shi cong nali lai de? 人的正确思想是从哪里来的？ Rén de zhèngquè sīxiǎng shì cóng nǎlǐ lái de? Woher kommt das richtige Denken der Menschen? (Mai 1963)
- Shijian lun 实践论 Shíjiàn lùn Über die Praxis
- Shiqing zhengzai qi bianhua 事情正在起變化 Shìqíng zhèngzài qǐ biànhuà Die Dinge ändern sich
- Tiyu zhi yanjiu 体育之研究 Tǐyù zhī yánjiū Untersuchung zur Leibeserziehung
- Wei renmin fuwu 为人民服务 Wéi rénmín fúwù Dem Volke dienen
- Wu·qi zhishi 五·七指示 Wǔ·qī zhǐshì Anweisung vom 7. Mai
- Xingxing zhi huo, keyi liaoyuan 星星之火，可以燎原 Xīngxīng zhī huǒ, kěyǐ liáoyuán Aus einem Funken kann ein Steppenbrand entstehen
- Xinminzhu zhuyi lun 新民主主义论 Xīn mínzhǔ zhǔyì lùn Zur Neuen Demokratie
- Zai Yan'an wenyi zuotan hui shang de jianghua 在延安文艺座谈会上的讲话 Zài Yán'ān wényì zuòtán huì shàng de jiǎnghuà Reden auf der Beratung über Fragen der Literatur und Kunst in Yan’an / Talks at the Yenan Forum on Literature and Art (1942)
- Zhichi meiguo heiren kangbao douzheng de shengming 支持美国黑人抗暴斗争的声明 Zhīchí měiguó hēirén kàngbào dòuzhēng de shēngmíng Erklärung zur Unterstützung der Afro-Amerikaner in ihrem Kampf gegen gewaltsame Unterdrückung (16. April 1968)
- Zhongguo geming he Zhongguo gongchandang 中国革命和中国共产党Zhōngguó gémìng hé Zhōngguó gòngchǎndǎng Die chinesische Revolution und die Kommunistische Partei Chinas
- Zhongguo renmin zhengzhi xieshang huiyi di-yi jie quanti huiyi xuanyan 中国人民政治协商会议第一届全体会议宣言 Zhōngguó rénmín zhèngzhì xiéshāng huìyì dì yī jiè quántǐ huìyì xuānyán Deklaration im Auftrag der l. Plenartagung der Politischen Konsultativkonferenz des Chinesischen Volkes[9][10] (30. September 1949)
- Zhongguo shehui ge jieji de fenxi 中国社会各阶级的分析 Zhōngguó shèhuì gè jiējí de fēnxī Analyse der Klassen in der chinesischen Gesellschaft

## Ausgaben
ausgewählte Sammelwerke von Übersetzungen (nach Abkürzungen)
- AMS (1969) = Mao Tse-tung. Ausgewählte Militärische Schriften. Peking 1969
- AW (1968) = Mao Tse-tung. Ausgewählte Werke. Band I-IV. Peking 1968-1969
- AW (1979) = Mao Tse-tung. Ausgewählte Werke. Band V. Peking 1979
- Gedichte = Joachim Schickel (Übersetzung und Erläuterung): 37 Gedichte. Hamburg: Hoffmann und Campe Verlag 1965
- Martin (Bandnummer) = Helmut Martin (Hrsg.): Mao Zedong: Texte: Schriften, Dokumente, Reden u. Gespräche. 6 Bände. Hanser, München / Wien 1982, ISBN 3-446-12474-8.
- Schram, MRP (Bandnummer) = Stuart R. Schram, Mao’s Road to Power. Revolutionary Writings 1919-1949 – eine englische Ausgabe seiner Revolutionären Schriften
- Vier philosophische Monographien. Peking 1965